# Vendlincourt
Vendlincourt is een gemeente en plaats in het Zwitserse kanton Jura, en maakt deel uit van het district Porrentruy.
Vendlincourt telt 568 inwoners.